# SEAT Alhambra
Seat Alhambra bylo velké sedmimístné MPV španělské automobilky SEAT (patřící pod německý koncern Volkswagen Group), které bylo představeno v roce 1996. Vůz sdílel stejnou platformu s vozem Volkswagen Sharan a jeho první generace byla rovněž příbuzná s vozem Ford Galaxy. Vůz byl pojmenován po španělském městě Alhambra ležícím v Granadě a vyráběn byl ve městě Palmela v Portugalsku. Za 25 let produkce bylo prodáno necelých 500 tisíc vozů ve dvou generacích (první vyráběná v letech 1996–2010 a druhá v letech 2010–2020). V březnu 2020 společnost SEAT oznámila, že prodej vozu ukončuje.

## Galerie

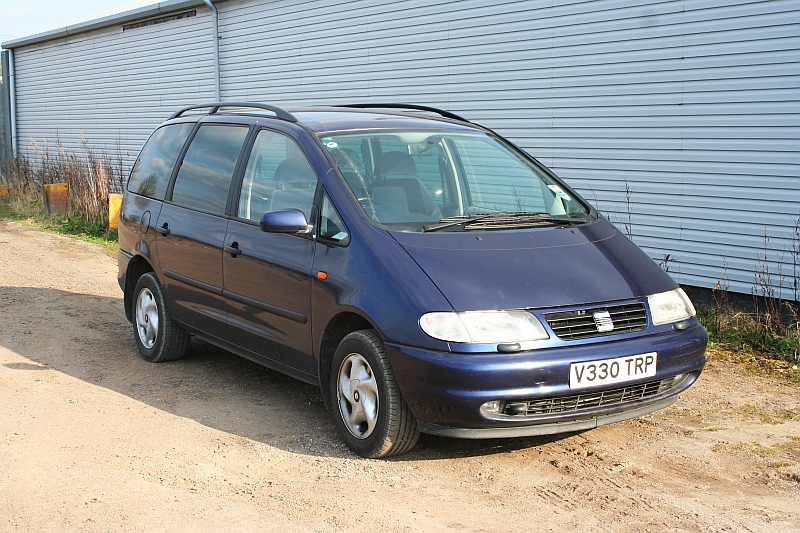
První generace vozu
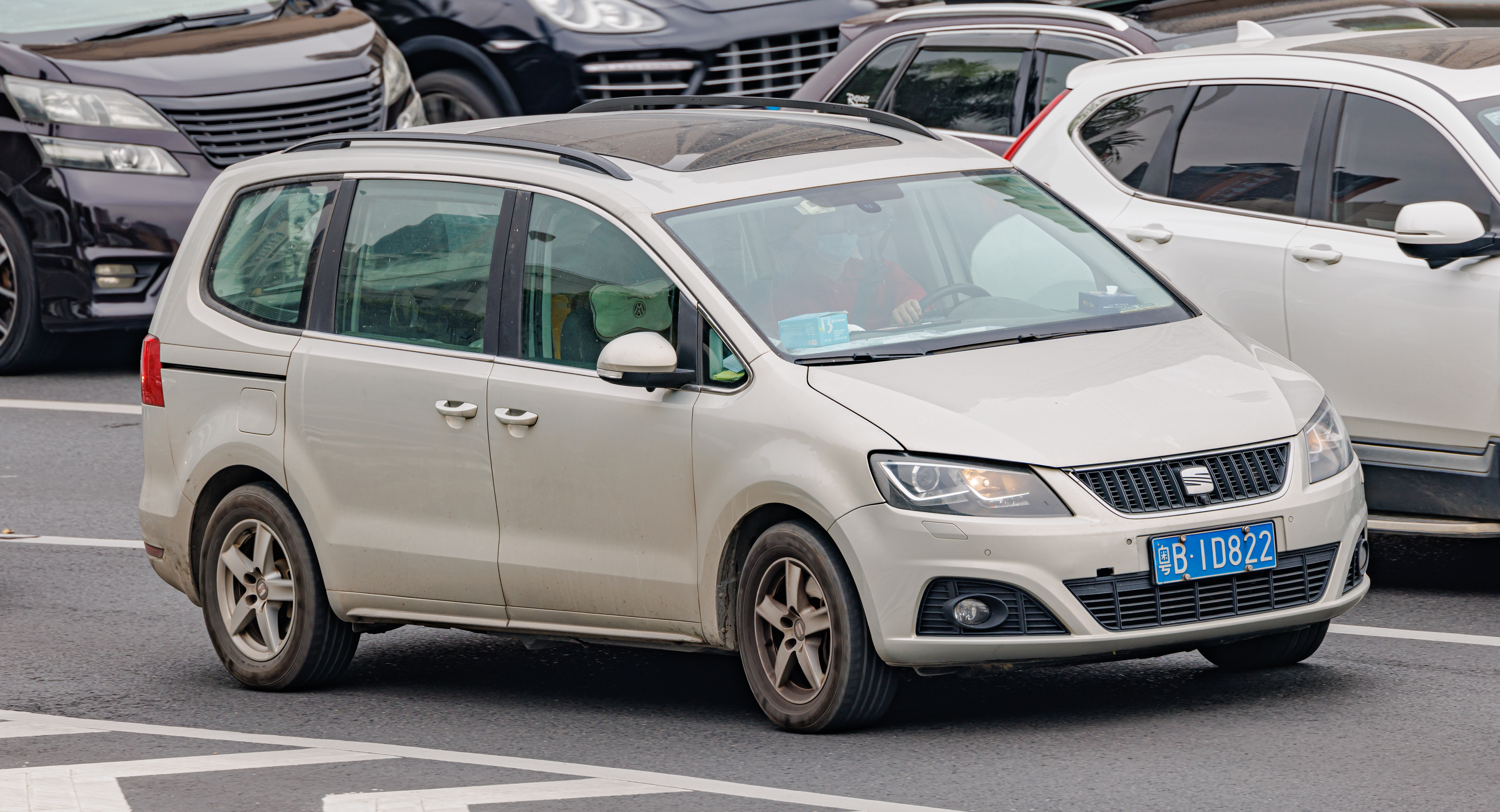
Druhá generace vozu za jízdy v Číně
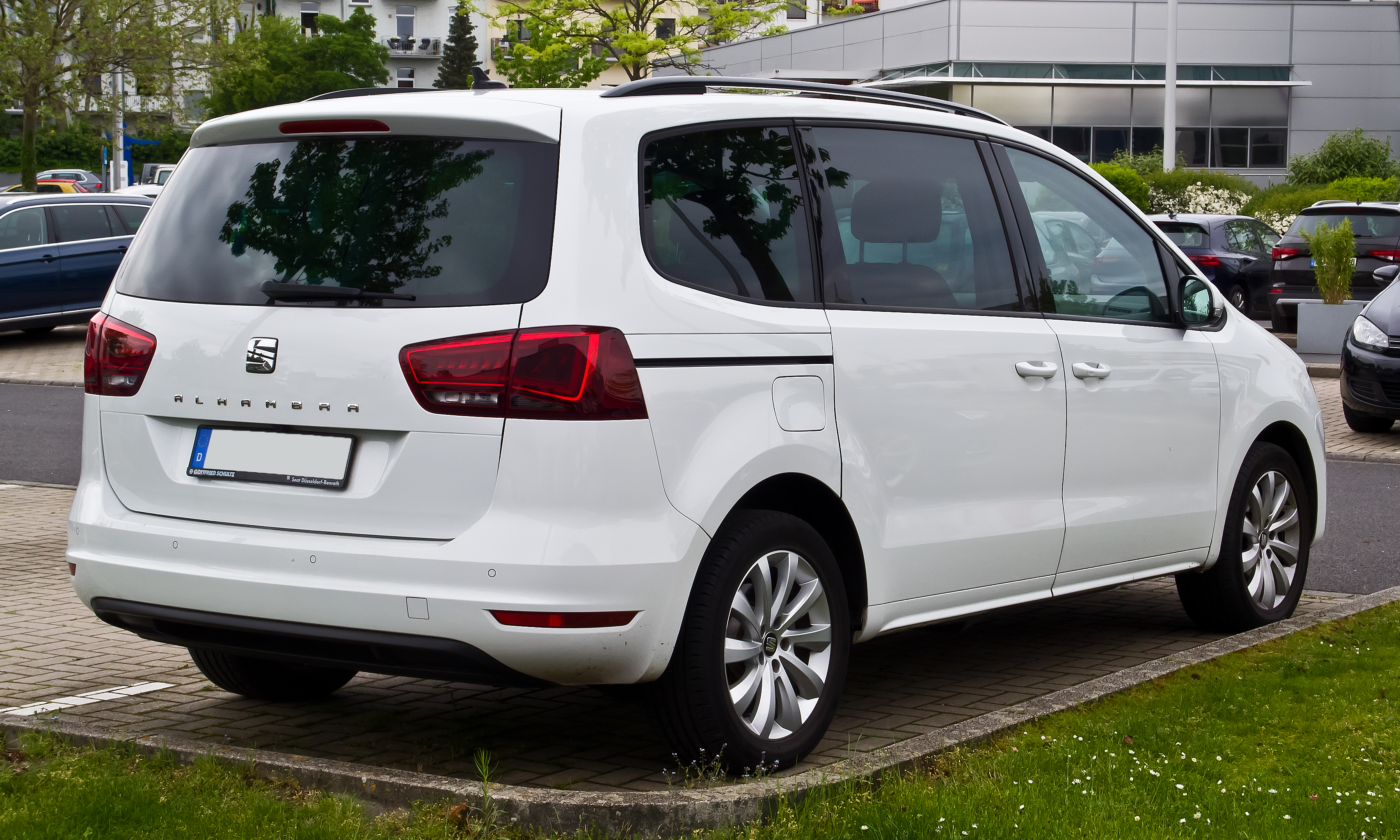
Zadní část druhé generace vozu v bílém provedení
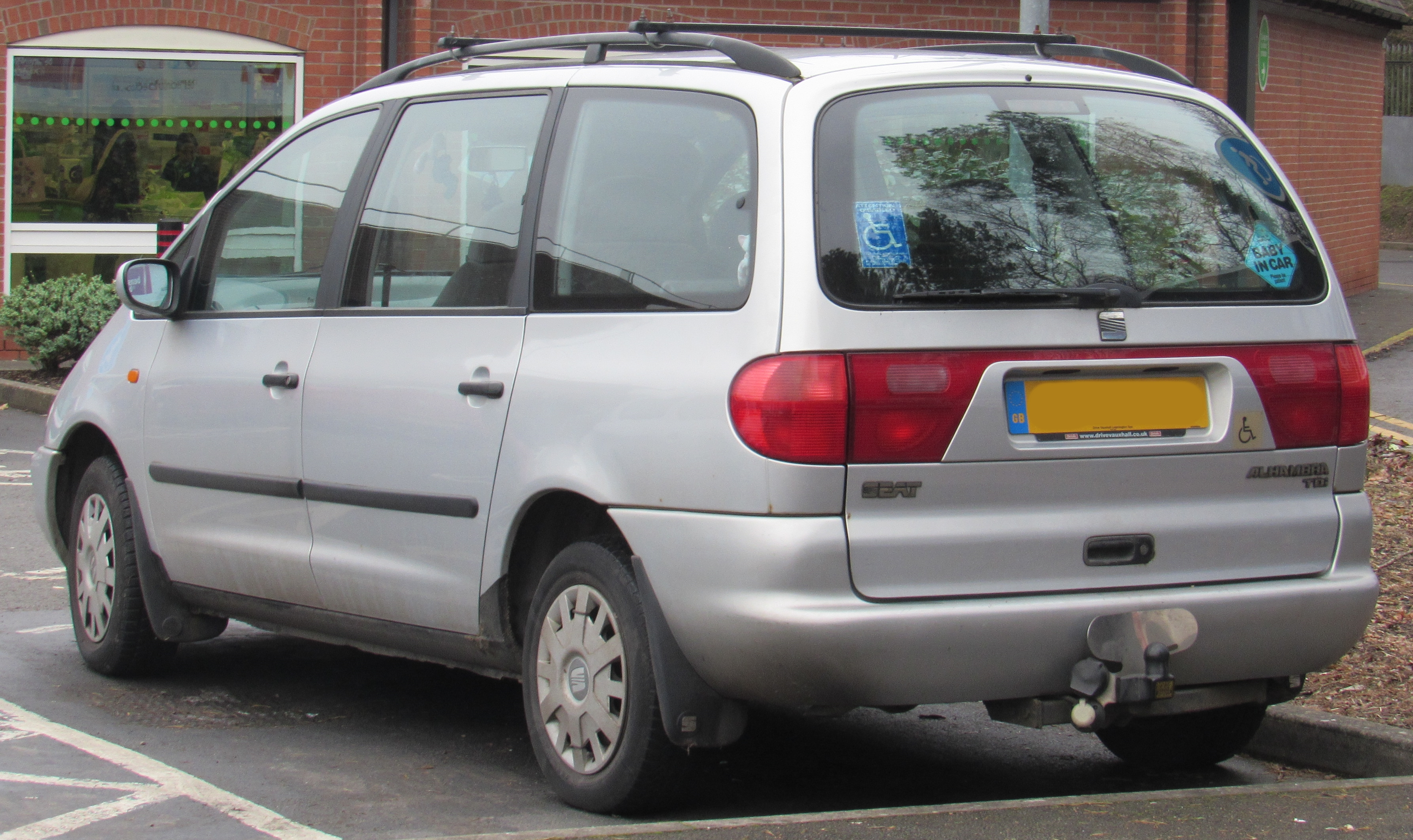
Zadní část první generace vozu ve stříbrném provedení
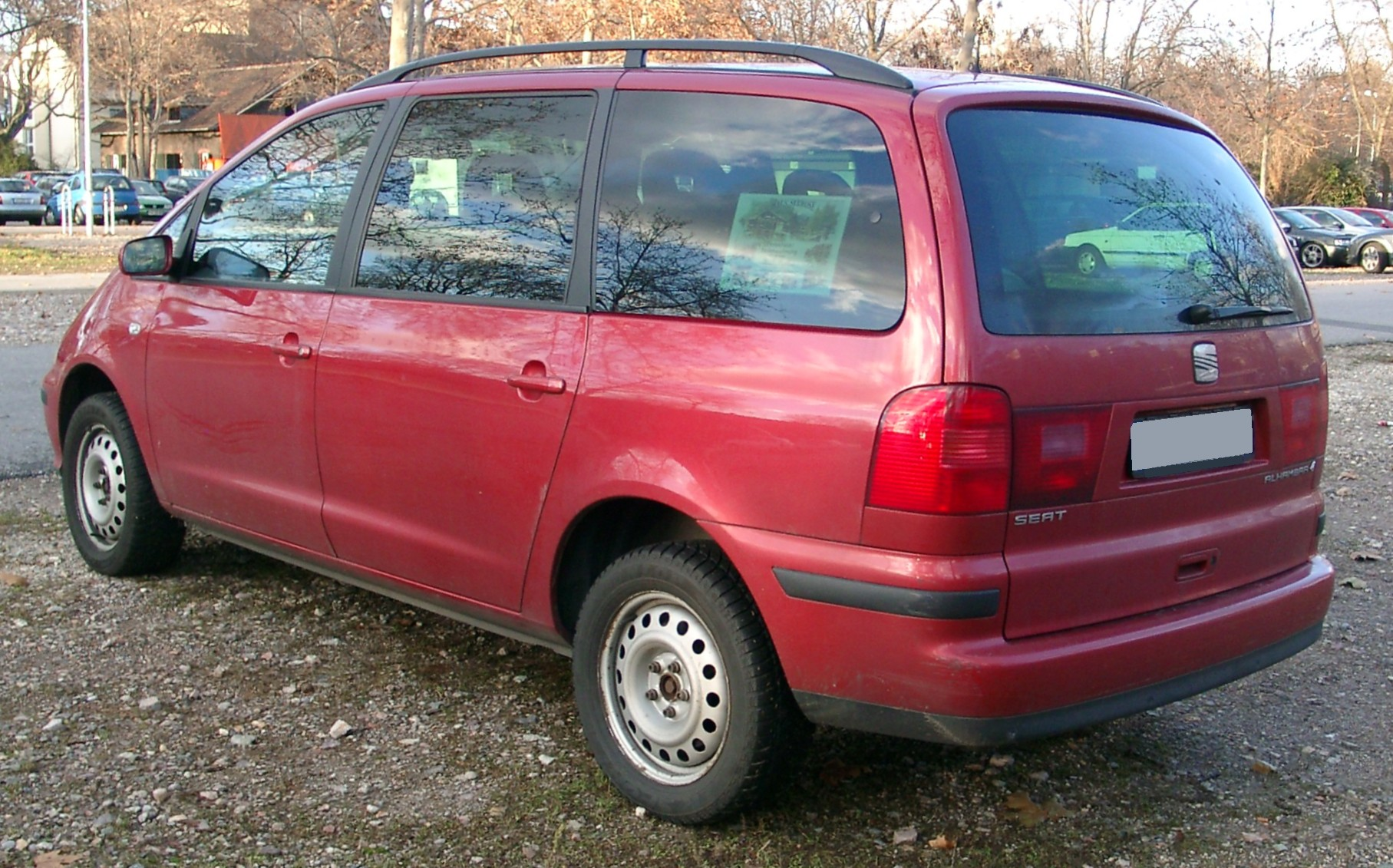
Červený SEAT Alhambra první generace (facelift)